# Нельсон Мандела
Не́льсон Манде́ла (Нельсон Роліглагла Мандела; афр. Nelson Rolihlahla Mandela; 18 липня 1918, Мвезо, Південно-Африканський Союз — 5 грудня 2013, Йоганнесбург, Південно-Африканська Республіка) — південноафриканський правозахисник, політик та юрист, президент Південно-Африканської республіки з 1994 по 1999 рік, президент Африканського Національного Конгресу з 1991 по 1997 рік. Національний герой країни.
Народився в королівській родині Тембо з коса в Мвезо, регіоні Південної Африки. Вивчав закон в університеті Форт-Гейр та Вітватерсрандському університеті перш ніж почав працювати юристом в Йоганнесбурзі. Нельсон Мандела був першим президентом Південно-Африканської республіки, обраним на повністю демократичних, не сфальсифікованих виборах. Перший темношкірий президент ПАР. До свого президентства був видатним борцем з апартеїдом і лідером Африканського Національного Конгресу (АНК). Був засуджений і ув'язнений за участь у підпільній збройній боротьбі. Збройний опір був останнім дієвим на той час засобом; пізніше Мандела був стійким прибічником мирного шляху. Протягом цього 27-річного ув'язнення, більшість якого проведено в камері на острові Роббен, Мандела став найвідомішою фігурою у боротьбі з південноафриканським апартеїдом. Попри те, що режим апартеїду і прихильна до нього нація вважали Манделу та АНК комуністами і терористами, збройна боротьба була лише невіддільною складовою загальної боротьби з апартеїдом. Зміни в політиці в бік примирення, які Мандела провадив аж до свого звільнення у 1990 році, полегшили мирний перехід до повної демократії у ПАР.
Про своє життя написав автобіографічну книгу «Довгий шлях до свободи» (у 2014 році вийшла українською у «Нашому Форматі»).
Мандела був суперечливою постаттю. Попри критику, в якій його засуждували як коммуністичного терориста, він здобув народне визнання за свій активізм. Глобально Манделу розглядають як ікону демократії та соціальної справедливості. Здобув більш ніж 250 почесних нагород, враховуючи Нобелівську Премію миру.

## Дитинство та молодість

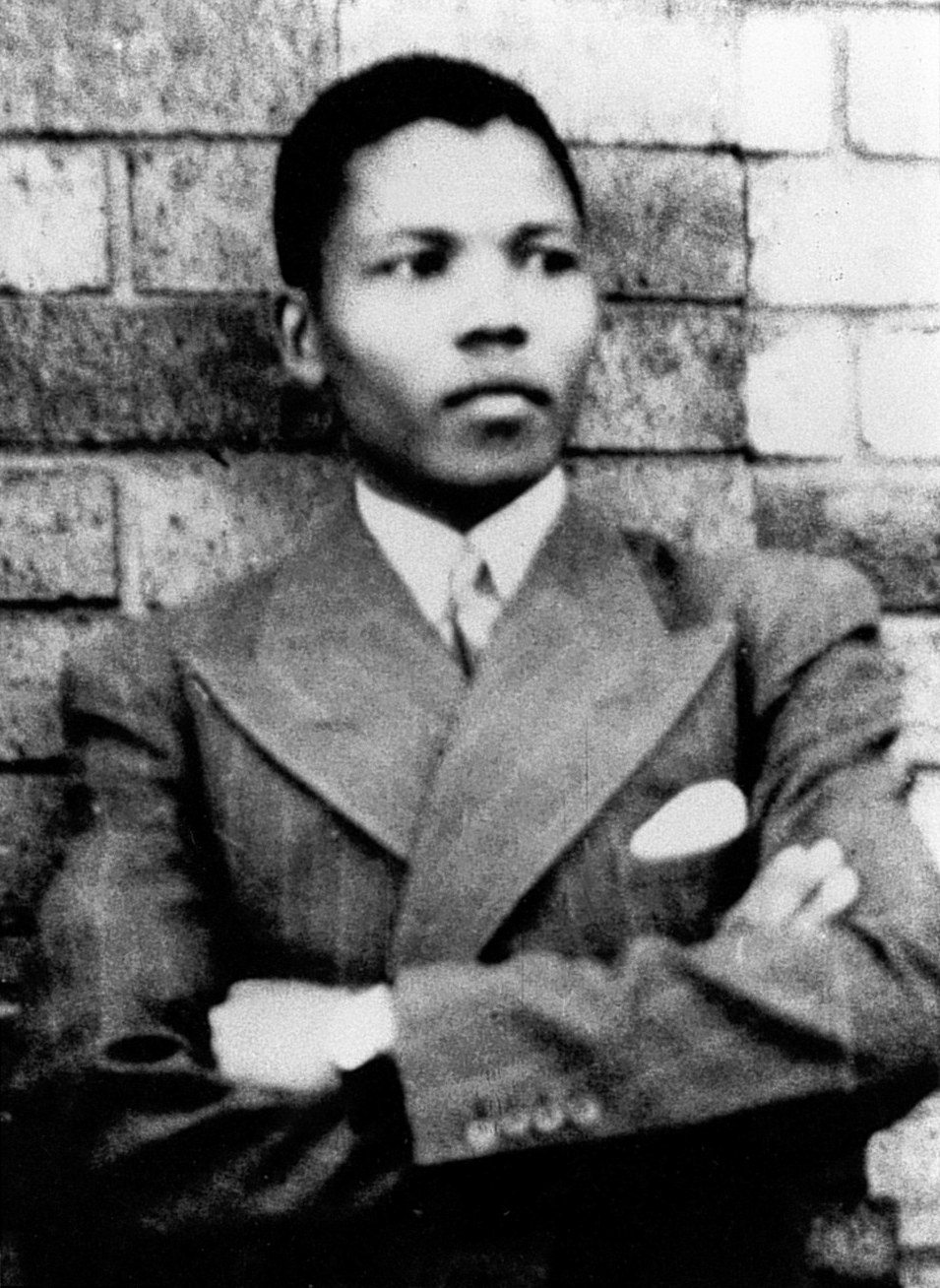
Нельсон Мандела в 1937 році.

Нельсон Мандела народився 18 липня у сім'ї Тембу в маленькому селі Мвезо району Умтата  — столиці Транскейських територій провінції Кейп Південно-Африканської Республіки. 
Батько Мандели, Ґадла Генрі Мпаканьїсва, був учасником королівської ради народу Тембу, до чого його готували з дитинства; Мандела теж мав стати королівським радником. Батько Нельсона був помічником у справі здобуття трону Джонґінтабою Даліндіебо, який потім всиновив Манделу після смерті Ґадли. Загалом батько Мандели мав чотирьох дружин і тринадцятьох дітей (чотирьох хлопчиків і дев'ятьох дівчаток). Мандела був сином третьої дружини Ґадли ('третьою' за рангом), Носекені Фенні, в чиєму умці (маєтку) Нельсон провів більшу частину свого дитинства. Його ім'я Роліглагла (Rolihlahla) означає «Той, хто сам собі приносить неприємності».
У семирічному віці Роліхлахла Мандела став першим членом сім'ї, який мав іти до школи. Там учитель-методист дав йому ще одне ім'я, «Нельсон», на честь британського адмірала Гораціо Нельсона. Батько помер від туберкульозу, коли Роліглаглі було дев'ять, і регент, Джонґінтаба, став його покровителем. Мандела відвідував місіонерську школу поряд з палацом регента. Дотримуючись звичаю Тембу, він пройшов обряд посвячення у шістнадцятирічному віці і вступив до інституту Кларкберрі, вивчаючи західну культуру. Перший етап навчання він завершив за два роки замість звичайних трьох.
У дев'ятнадцятирічному віці, у 1937 році, Мандела переїхав до Гілдтауна вчитися у місцевій загальноосвітній школі, яку відвідувало більшість членів королівської родини Тембу, і зацікавився боксом та бігом. Потім він вступив до університету Форт Хейр, де отримав ступінь бакалавра мистецтв. Там Мандела зустрів Олівера Тамбо, і вони стали друзями і колегами на все життя.
Наприкінці першого року навчання Мандела взяв участь у бойкотуванні студентською радою політики університету, і його попросили піти з Форт Хейра. Невдовзі Джонґінтаба оголосив Манделі і Джастісові (власний син регента і спадкоємець трону), що організував для них шлюби. Обидва були з цього незадоволені і, щоб не одружуватися, втекли із розкішного регентського палацу до єдиного можливого місця: Йоганнесбурга. Після свого прибуття туди Мандела влаштувався на роботу охоронця копальні. Та це швидко припинилося, коли роботодавець дізнався, що Мандела був саме тим прийомним сином регента, що втік з дому. Потім він зміг знайти роботу клерка в юридичній фірмі, дякуючи зв'язкам його друга, адвоката Волтера Сісулу. Працюючи, Мандела завершив здобуття ступеня в Університеті Південної Африки (UNISA) дистанційно, після чого почав вивчати право в Вітватерсрандському університеті де він був єдиним чорним, африканським студентом, через що його зневажали. В університеті він здружився з ліберальними та комуністичними європейцями, єврейськими та індійськими студентами, серед них особливо з Джо Слово і Рут Фирст.

## Політична діяльність
Вступив в політичну боротьбу за права чорношкірих, ще навчаючись у коледжі. У 1944, ледве отримавши спеціальність правознавця, брав участь у створенні молодіжної ліги Африканського національного конгресу (АНК). Пізніше, через загострення боротьби, розробив так званий «план М», згідно з яким осередки АНК йшли в підпілля. Був одним з організаторів і керівником збройного крила АНК — «Умконто ве сиво».
- З 1948 — національний секретар Молодіжної ліги АНК.
- З 1949 — член Національної виконкому АНК.
- З 1950 — національний президент Молодіжної ліги АНК.
- У 1952 Мандела спільно зі своїм другом Олівером Тамбо відкрив першу юридичну фірму, керовану чорношкірими.
- З 1952 року — віце-президент АНК.
- У 1956 заарештований, а з 1960 перебував у підпіллі.
- У 1961 очолив збройне крило АНК — «Умконто ве сиво», почавши політику саботажу проти уряду. Рік потому Мандела виїхав до Алжиру, де в той час створювалися військові табори для підготовки бійців антиколоніальних рухів з різних країн Африки. Після повернення в ПАР був затриманий за нелегальний виїзд з країни і за підбурювання до протесту.

## Суд та ув'язнення
За організацію актів саботажу і збройного опору владі в 1964 Мандела був арештований і засуджений до довічного ув'язнення у в'язниці на острові-в'язниці Роббен. На суді він заявив, що його судять за прагнення побудувати в Південній Африці демократичне суспільство, де всі раси та народи жили б у мирі та гармонії. Перебуваючи в ув'язненні в окремій камері в'язниці на острові Роббіна поблизу мису Доброї Надії, Мандела здобув світову популярність.
На острові він, як і інші ув'язнені, примусово працював на вапняковому кар'єрі. Всі ув'язнені були розділені за кольором шкіри, при цьому чорношкірі отримували найменші порції їжі.
Політв'язні трималися окремо від звичайних злочинців і користувалися меншим числом привілеїв. За спогадами Мандели, як ув'язнений D-групи він мав право на один візит і один лист протягом шести місяців. Листи часто затримувалися або їх не можна було прочитати через дії тюремних цензорів.
Перебуваючи в ув'язненні, Мандела за кореспонденцією навчався в Лондонському університеті за програмою дистанційного навчання і згодом отримав ступінь бакалавра юридичних наук. 1981 року його було висунуто на посаду почесного ректора університету, проте він програв принцесі Анні.
У березні 1982 року Мандела разом з іншими лідерами АНК (Уолтером Сісулу, Ендрю Млангені) був переведений до в'язниці Полсмур. Імовірно, основною причиною цього стало бажання влади захистити нове покоління чорношкірих активістів, які відбували покарання на острові Роббен, від впливу старих лідерів. Проте, за словами голови Національної партії Кобі Котсі (Kobie Coetsee), метою цього кроку було налагодження контактів між засудженими та південноафриканським урядом.
У лютому 1985 року Президент ПАР Пітер Бота запропонував Манделі звільнення в обмін на «беззастережну відмову від насильства як політичної зброї». Мандела відхилив ініціативу президента, заявивши через свою доньку: «Яку ще свободу мені пропонують, коли народна організація залишається забороненою? Тільки вільні люди можуть вступити в переговори. В'язень не може укладати договори».
В 1988 році Мандела був переведений до в'язниці Віктор-Верстер, де залишався аж до свого звільнення. У цей період було знято багато обмежень, в результаті друзі Мандели, в тому числі Гаррі Шварц, що захищав інтереси Мандели і його прихильників в ході рівонійского судового процесу, отримали право зустрічі з ним.
Під час ув'язнення Мандели місцеві та міжнародні ЗМІ чинили істотний тиск на південноафриканську владу, використовуючи у своїх публікаціях гасло «Free Nelson Mandela!».

## Звільнення та повернення в політику
У лютому 1990 року, після підписання останнім білим президентом ПАР Фредеріком де Клерком наказу про легалізацію АНК та інших рухів проти режиму апартеїду, Мандела виходить на волю.
11 лютого 1990 року відбулася трансляція цієї події на весь світ у прямому ефірі..
У день свого звільнення Мандела виступив з промовою перед нацією. Він заявив про зацікавленість у мирному врегулюванні розбіжностей з білим населенням країни, проте дав зрозуміти, що збройна боротьба АНК не підійшла до кінця, коли заявив: «Наше звернення до збройної боротьби в 1960 році, коли було створено військове крило АНК (Умконто ве сізве), було чисто захисним кроком проти насильства з боку режиму апартеїду. Фактори, які зробили необхідним збройну боротьбу, до сих пір існують. У нас немає вибору, окрім того, як продовжити розпочате. Ми сподіваємося, що незабаром буде створено клімат, сприятливий для врегулювання проблем в рамках переговорів, щоб більше не було потреби у збройній боротьбі». Крім того, Мандела заявив, що його головною метою залишається досягнення миру для чорношкірої більшості країни і надання йому права голосу як на загальнонаціональних, так і на місцевих виборах.
Став президентом Африканського Національного Конгресу (АНК) у 1991 р.

## Президент ПАР
У квітні 1994 року в Південно-Африканській Республіці відбулися перші демократичні парламентські вибори, де 62 % голосів здобув АНК. 10 травня 1994 Мандела, який очолював АНК, офіційно вступив на посаду Президента ПАР. Він став першим чорношкірим громадянином країни на цій посаді. Лідер Національної партії де Клерк був призначений першим заступником Президента, а Табо Мбекі — другим заступником в уряді національної єдності. Перебуваючи на посаді Президента ПАР з травня 1994 року по червень 1999 року, Мандела домігся міжнародного визнання за свій внесок у досягнення національного та міжнародного примирення. 1995 року був обраний президентом міжнародної освітньої організації «Коледжі Об'єднаного Світу», основним покликанням якої є навчання і виховання молодих ентузіастів міжнародного руху за об'єднання Світу. 1996 року під його керівництвом була розроблена і прийнята нова конституція Південно-Африканської республіки.
За роки свого перебування на посаді президента Мандела здійснив ряд важливих соціально-економічних реформ, що мали на меті подолання соціальної та економічної нерівності в Південній Африці. Серед ключових заходів періоду його президентства можна виділити:
- Введення в 1994 році безкоштовного медичного обслуговування для всіх дітей у віці до шести років, а також для вагітних і годуючих жінок, в державних установах охорони здоров'я[26];
- Запуск так званої «Програми реконструкції та розвитку», що переслідувала мету фінансування галузі соціально-побутового обслуговування (такі як ЖКГ та охорона здоров'я);
- Збільшення на 13 % виплат державної допомоги в 1996/1997 році, ще на 13 % в 1997/1998 році, та ще на 7 % у 1998/1999 році[27];
- Введення рівності при виплаті допомоги (зокрема, допомоги по інвалідності, батьківський капітал і пенсії) незалежно від расової приналежності;
- Запровадження грошової допомоги на утримання дітей чорношкірих жителів у сільській місцевості[27];
- Значне збільшення витрат на сферу освіти (на 25 % в 1996/1997 роках, 7 % в 1997/1998 роках і 4 % в 1998/1999 роках)[27];
- Прийняття в 1994 році Закону про повернення землі, згідно з яким особи, позбавлені власності внаслідок прийняття в 1913 році Закону про землі корінних жителів, мали права вимагати повернення землі[28];
- Прийняття в 1996 році Закону про земельну реформу, який захищав права орендарів землі, що проживали і займалися сільським господарством на фермах. За цим законом, орендарі не могли бути позбавлені земельної власності без рішення суду і після досягнення ними 65 років[29];
- Введення в 1998 році грантів на підтримку дітей, спрямованих на боротьбу з дитячою бідністю[30];
- Прийняття в 1998 році Закону про підвищення кваліфікації, який закріплював механізм фінансування та реалізації заходів з підвищення кваліфікації на місці праці[31];
- Прийняття в 1995 році Закону про трудові відносини, який регулював питання трудових відносин на підприємствах, в тому числі шляхи вирішення трудових спорів;
- Прийняття в 1997 році Закону про базові умови працевлаштування, спрямованого на захист прав працівників;
- Прийняття в 1998 році Закону про рівність при працевлаштуванні, що скасував дискримінацію за расовою ознакою при влаштуванні на роботу;
- Підключення більше 3 мільйонів мешканців до телефонної мережі[32];
- Реконструкція та будівництво 500 лікарень[32];
- Підключення більше 2 мільйонів мешканців до електричної мережі[32];
- Будівництво понад 750 000 будинків, в яких заселилися 3 мільйони чоловік[32];
- Забезпечення доступу до води 3 мільйонам чоловік[32];
- Запровадження обов'язкової освіти для африканських дітей віком 6—14 років[33];
- Надання безкоштовного харчування для 3,5-5 мільйонів школярів[34];
- Прийняття в 1996 році Закону про охорону здоров'я та безпеку на шахтах, що поліпшував умови праці для шахтарів[35];
- Початок реалізації в 1996 році Національної політики в питанні забезпечення медичними препаратами, яка полегшила населенню доступ до життєво важливих ліків[36].

## Діяльність після президентства
Після того, як в 1999 Мандела залишив пост президента ПАР, він став активно закликати до повнішого висвітлення проблем ВІЛ і СНІД. За оцінками експертів, в ПАР зараз близько п'яти мільйонів носіїв ВІЛ та хворих на СНІД — більше, ніж в будь-якій іншій країні.
Коли Макгахо, старший син Нельсона Мандели, помер від СНІДу, Мандела закликав боротися з поширенням цього смертельного захворювання.
У 1999 Мандела також залишив пост президента міжнародної освітньої організації Коледжі Об'єднаного Світу і став почесним її президентом, яким і залишався до самої смерті у 2013.

## Сім'я
Нельсон Мандела був тричі одружений, мав шестеро дітей і більше 20 онуків.
Старша донька — Маказіве, померла у віці дев'яти місяців в 1948 році. Тембекіле, молодший син Мандели, загинув в автокатастрофі. Коли це сталося, влада не дозволила Манделі навіть відвідати його похорон. Старший син — Макгахо Мандела помер від СНІДу в 2005 році у віці 54 років.
На 2012 рік у Мандели залишилися три доньки: одна від першої дружини Евелін, якої не стало 2004 року, і двоє доньок від другої дружини Вінні.
Втретє Нельсон Мандела одружився у 1998 році із вдовою першого президента Мозамбіку Грасою Машел. Таким чином, Граса Машел — єдина жінка у світі, яка була першою леді двох країн.
Правнучка Мандели Зенані загинула в автокатастрофі, що сталась після концерту, присвяченого відкриттю чемпіонату світу з футболу в ПАР 2010 року.

## Нагороди і вшанування пам'яті
Нельсон Мандела удостоєний більше 250 нагород, нижче наведені деякі з них:
- Орден «Плайя Хірон» (Куба, 1984)
- Зірка Дружби народів (НДР, 1984)
- Міжнародна Ленінська премія миру (1990, останній реципієнт)
- Лауреат Нобелівської премії миру (1993, разом з Ф. де Клерком)
- Орден Дружби (Росія, 1995)
- Орден Заслуг (Велика Британія, 1995)
- Кавалер Великого хреста ордена Національного Малі (Малі, 1996)
- Кавалер ордена Слона (Данія, 1996)
- Орден Нілу (Єгипет, 1997)
- Золота медаль Конгресу (США, 1997)
- Компаньйон ордена Канади (Канада, 1998)
- Кавалер Великого хреста ордена Святого Олафа (Норвегія, 1998)
- Орден князя Ярослава Мудрого 1 ступеня (Україна, 1998)
- Почесний кавалер ордена Австралії (АС), (Австралія, 1999)[37]
- Кавалер Великого хреста ордена Золотого Лева дома Нассау (Нідерланди, 1999)
- Орден Мапунгубве в платині 1 ступеня (ПАР, 2002)
- Президентська медаль Свободи (США, 2002)
- Бальї-кавалер Великого хреста ордена святого Іоанна Єрусалимського (Велика Британія, 2004)
- Орден «Стара Планіна» (Болгарія, 2008)
- Орден Ацтекського орла (Мексика, 2010)

На честь Мандели названі міський округ Бухта Нельсона Мандели (в якому так само розташований стадіон Нельсон Мандела Бей) і Національний стадіон Уганди. У Кейптауні на честь Мандели названа вулиця. У центрі Лондона встановлено пам'ятник Нельсону Манделі.
Отримавши понад сотню нагород за чотири десятиліття, Мандела завжди був поважним державним діячем, який висловлював свою думку на найголовніші теми. У ПАР він також відомий під іменем Мадіба, почесним титулом, що надається старійшинам роду Мандели. Цей титул зараз вже є майже синонімом до імені «Нельсон Мандела». Багато південноафриканців також шанобливо називають його «мкхулу» (дідусь).
Почесний член понад 50 міжнародних університетів.

## Твори
Оригінальні назви творів Нельсона Мандели:
- Нельсон Мандела. Довгий шлях до свободи (Long Walk to Freedom) — К.: Наш Формат, 2014.  — 560 c. — ISBN 978-966-9742-568
- The Struggle Is My Life,
- Nelson Mandela Speaks: Forging a Democratic, Nonracial South Africa.

У 2009 р. знятий кінофільм «Нескорений» — біографічна драма, заснована на житті Нельсона Мандели.
У 2013 р. знятий кінофільм «Mandela: Long Walk to Freedom» (Велика Британія, ПАР).